# Radio Italia TV
Radio Italia TV (maintenant connue comme Video Italia) est une chaîne de télévision musicale gratuite italienne,.